# 朱申鋸
南川安靖王朱申鋸（1461年—1532年），明朝蜀定王朱友垓庶四子，明太祖之玄孫。

## 生平
成化二年（1466年）四月得賜名。成化七年（1471年）二月，明憲宗命鎮遠侯顧淳、駙馬都尉蔡震、平鄉伯陳政、安順伯薛珤、永順伯薛輔、保定伯孟昂為正使，尚寶司卿楊䆃、吏科給事中梁鏞、戶科給事中杜嶠、兵部郎中劉洪、刑部郎中劉本、工部署郎中事員外郎項文泰為副使，持節冊封朱申鋸為南川王。其王府位于成都蜀王府外体仁門左。
成化十三年（1477年）四月，明憲宗遣寧陽侯陳瑛、駙馬都尉蔡震、楊偉、樊凱、成安伯郭鐄、南寧伯毛文、薛珤、廣寧伯劉瓘為正使，尚寶司司丞李溥、中書舍人楊泰、兵部郎中宋訥、刑部郎中舒春、工部郎中張達、吏部員外郎陳政、戶部員外郎郝冕、禮部員外郎趙繕為副使，持節冊封西城兵馬副指揮何輔的女兒為南川王妃。
嘉靖九年（1530年）十二月，因朱申锯与肃王朱贡錝、堵阳王朱同鉣、长阳王朱恩钠、陵川王朱诠𨮒、襄陵王朱徵鈐、庆成王朱奇浈都年逾七十，明世宗命赐玺书及给羊酒币帛，令各府进表官带上致以问候。
嘉靖十一年（1532年）逝世。其墓葬位于明蜀王陵中。十四年（1535年）十二月，其庶第六孫朱让樨受册袭封为南川王。

## 评价
- 《弇山堂别集》卷074：好和不争，宽樂令終。

## 家庭

### 子孙
- 庶长子朱宾淴，成化十七年（1481年）十二月赐名，[10]南川长子，先卒
  - 朱让檐，南川长孙，先卒
- 庶次子朱賓灠，成化十九年（1483年）十二月赐名，[11]正德年间封镇国将军，先卒，追封南川王
  - 庶长子南川王朱让樨[1]